# Ptenopus garrulus

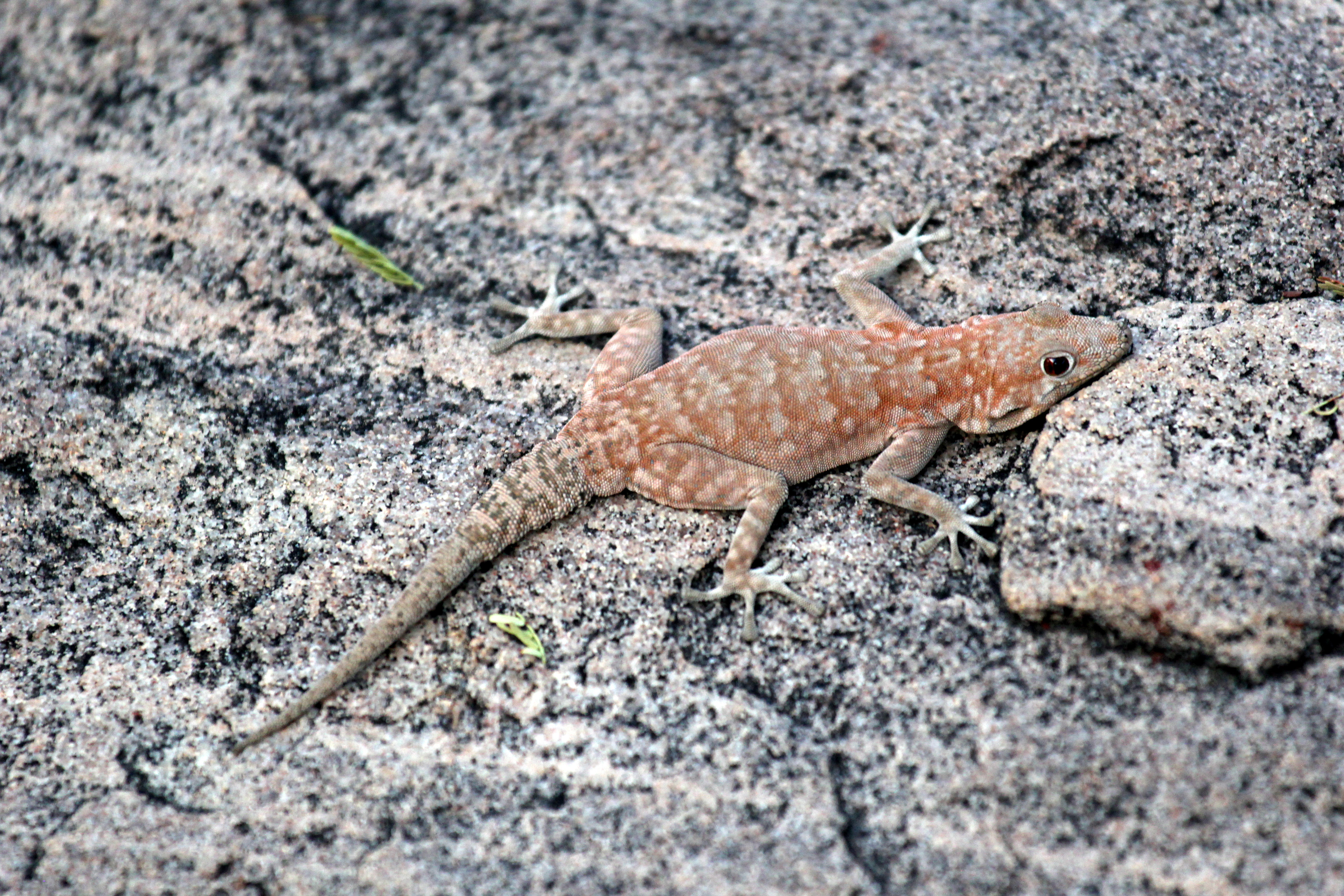
Ptenopus garrulus, Damaraland, Namibia — Тулузский музей

Ptenopus garrulus (лат.) — вид гекконов рода Ptenopus из подсемейства Настоящие гекконы.
Это небольшой геккон. Длина тела составляет от 6 до 10 см. Половой диморфизм практически не наблюдается, у самцов голова немного больше чем у самок. Окраска тела оранжевого цвета с более светлыми или тёмными пятнами. Брюхо белого и бежевого цвета. Голова довольно крупная, с большими глазами. На спине имеются гребешки, пальцы длинные, по бокам у них длинная чешуя, помогает этому геккона быстро бегать, не проваливаясь в песок. Издаёт звуки, напоминающие лай.
Это наземная ящерица. Любит пустыни, пески. Днём прячется в норе, активен ночью. Питается беспозвоночными, в частности термитами.
Яйцекладущая ящерица. Самка откладывает 1 яйцо диаметром около 5 мм в октябре-ноябре. Через 2—6 недель появляются молодые гекконы.
Эндемик Африки. Живёт в южной части континента. Наибольшее количество в пустыне Калахари.

## Подвиды
- Ptenopus garrulus maculatus
- Ptenopus garrulus garrulus